# جو گلگر (بازیکن فوتبال)
جو گلگر (انگلیسی: Joe Gallagher؛ زادهٔ ۱۱ ژانویهٔ ۱۹۵۵) بازیکن فوتبال اهل بریتانیا است.
از باشگاه‌هایی که در آن بازی کرده‌است می‌توان به باشگاه فوتبال کاستل ویل، باشگاه فوتبال پادیام، باشگاه فوتبال ولورهمپتون واندررز، باشگاه فوتبال بیرمنگام سیتی، باشگاه فوتبال وستهام یونایتد، و باشگاه فوتبال برنلی اشاره کرد.
وی همچنین در تیم ملی فوتبال England B بازی کرده‌است.